# Thala
Thala (nome francese; in arabo:تالة Tāla) è una città della Tunisia appartenente al Governatorato di Kasserine dal 1956. 
Il suo nome in lingua Berbera vuol dire: La fonte scorrente, famosa per le sue fonti d'acqua e in particolare Ein Thala.
Dal censimento del 2004 sono stimati circa 13.968 abitanti.
Thala è posta a circa 1017 m s.l.m., il che la rende attualmente il centro abitato più elevato della Tunisia.
Per via dell'altitudine la città si trova in una fascia climatica più temperata rispetto ad altre zone del paese.